# Wunderbare Jahre (Fernsehserie, 2021)
Wunderbare Jahre (Originaltitel: The Wonder Years) ist eine US-amerikanische Comedyserie, die sich von der Serie Wunderbare Jahre (1988–1993) inspirieren ließ. Die Premiere der Serie fand am 22. September 2021 auf dem US-Networksender ABC statt. Im deutschsprachigen Raum erfolgte die Erstveröffentlichung der Serie am 22. Dezember 2021 durch Disney+ via Star als Original.

## Handlung
Der fantasievolle zwölfjährige Dean Williams, aus einer schwarzen Mittelklassefamilie, lebt in den späten 1960er Jahren in Montgomery, Alabama. Sein Ich aus der Gegenwart berichtet über die damalige Zeit und erzählt von den Geschichten, die er und seine Umgebung zu der Zeit erlebt haben. Und trotz allerlei Turbulenzen waren es am Ende doch wunderbare Jahre.   

## Besetzung und Synchronisation
Die deutschsprachige Synchronisation entstand nach den Dialogbüchern von Corinna Steinbach und Marcia von Rebay sowie unter der Dialogregie von Marina Köhler durch die Synchronfirma Iyuno Germany in München.

### Hauptdarsteller
| Rolle                     | Schauspieler    | Synchronsprecher                                  |
| ------------------------- | --------------- | ------------------------------------------------- |
| Dean Williams (Erwachsen) | Don Cheadle     | Nik Felice                                        |
| Dean Williams (Jung)      | Elisha Williams | Norman Endres                                     |
| Bill Williams             | Dulé Hill       | Pascal Fligg                                      |
| Lillian Williams          | Saycon Sengbloh | Eva-Maria Reichert                                |
| Kim Williams              | Laura Kariuki   | Maresa Sedlmeir Carolin Sophie Göbel (ab Folge 9) |
| Brad Hitman               | Julian Lerner   | Louis John                                        |
| Cory Long                 | Amari O’Neil    | Béla Krienke                                      |
| Keisa Clemmons            | Milan Ray       | Luise Zehner                                      |

### Nebendarsteller
| Rolle         | Schauspieler      | Synchronsprecher       |
| ------------- | ----------------- | ---------------------- |
| Coach Long    | Allen Maldonado   | Sebastian Griegel      |
| Vivian Long   | Charity Jordan    | Carolin Hartmann       |
| Hampton       | Andrew Tull       | Jonathan Joèl Albrecht |
| Michael Simms | Jah'Mir Poteat    | Alexandros Chlupsa     |
| Mrs. Anderson | Melanie Jeffcoat  | Bettina Redlich        |
| Coach Hitman  | D.J. Stavropoulos | John Friedmann         |

## Episodenliste

### Staffel 1
| Nr. (ges.) | Nr. (St.) | Deutscher Titel            | Originaltitel                 | Erstausstrahlung (USA) | Deutschsprachige Erstveröffentlichung (D/A/CH) | Regie                      | Drehbuch                      |
| ---------- | --------- | -------------------------- | ----------------------------- | ---------------------- | ---------------------------------------------- | -------------------------- | ----------------------------- |
| 1          | 1         | Der große Versöhner        | Pilot                         | 22. Sep. 2021          | 22. Dez. 2021                                  | Fred Savage                | Saladin K. Patterson          |
| 2          | 2         | Gefühlschaos               | Green Eyed Monster            | 29. Sep. 2021          | 29. Dez. 2021                                  | Fred Savage                | Mary Fitzgerald               |
| 3          | 3         | Das Geheimversteck         | The Club                      | 6. Okt. 2021           | 5. Jan. 2022                                   | Fred Savage                | Max Searle                    |
| 4          | 4         | Der Arbeitsplatz           | The Workplace                 | 13. Okt. 2021          | 12. Jan. 2022                                  | Shiri Appleby              | Meredith Dawson & Kendra Cole |
| 5          | 5         | Nachts in der Kirche       | The Lock In                   | 20. Okt. 2021          | 19. Jan. 2022                                  | Molly McGlynn              | Amberia Allen                 |
| 6          | 6         | Sei vorbereitet            | Be Prepared                   | 27. Okt. 2021          | 26. Jan. 2022                                  | Numa Perrier & Fred Savage | Bob Daily                     |
| 7          | 7         | Independence Day           | Independence Day              | 3. Nov. 2021           | 2. Feb. 2022                                   | Robert Townsend            | Jacque Edmonds Cofer          |
| 8          | 8         | Alles für die Wissenschaft | Science Fair                  | 17. Nov. 2021          | 9. Feb. 2022                                   | Matthew A. Cherry          | Yamin Segal                   |
| 9          | 9         | Weihnachtsüberraschungen   | Home for Christmas            | 1. Dez. 2021           | 16. Feb. 2022                                  | Fred Savage                | Bob Daily                     |
| 10         | 10        | Lads & Ladies              | Lads and Ladies and Us        | 5. Jan. 2022           | 2. März 2022                                   | Ken Whittingham            | Jacque Edmonds Cofer          |
| 11         | 11        | Brad Mitzvah               | Brad Mitzvah                  | 12. Jan. 2022          | 9. März 2022                                   | Fred Savage                | Yael Galena                   |
| 12         | 12        | Solo für Dean              | I'm With the Band             | 19. Jan. 2022          | 16. März 2022                                  | Victor Nelli Jr.           | Jordan Black                  |
| 13         | 13        | Der Schulball              | The Valentine’s Day Dance     | 2. Feb. 2022           | 23. März 2022                                  | Victor Nelli Jr.           | Brett Melnick                 |
| 14         | 14        | Landleben für Anfänger     | Country Dean                  | 23. Feb. 2022          | 20. Juli 2022                                  | Fred Savage                | Bob Daily                     |
| 15         | 15        | Der Schwarze Lehrer        | Black Teacher                 | 2. März 2022           | 20. Juli 2022                                  | Fred Savage                | Amberia Allen                 |
| 16         | 16        | Die Übernachtung           | The Sleepover                 | 16. März 2022          | 20. Juli 2022                                  | Shiri Appleby              | Jordan Black                  |
| 17         | 17        | Wahre Freunde              | Jobs and Hangouts             | 23. März 2022          | 20. Juli 2022                                  | Aisha Tyler                | Jacque Edmonds Cofer          |
| 18         | 18        | Männertrip                 | Goose Grease                  | 6. Apr. 2022           | 20. Juli 2022                                  | Ken Whittingham            | Yael Galena                   |
| 19         | 19        | Wo die Liebe hinfällt      | Love & War                    | 13. Apr. 2022          | 20. Juli 2022                                  | Numa Perrier               | Kendra Cole                   |
| 20         | 20        | Bills neuer Gig            | Bill's New Gig                | 20. Apr. 2022          | 20. Juli 2022                                  | David Robert Jones         | Dioverd Danny Batista         |
| 21         | 21        | Cool oder nicht cool       | Where No Dean Has Been Before | 11. Mai 2022           | 20. Juli 2022                                  | Ken Whittingham            | Bo Zenga                      |
| 22         | 22        | Liebe dich, Dean           | Love, Dean                    | 18. Mai 2022           | 20. Juli 2022                                  | Saladin K. Patterson       | Yamin Segal                   |

### Staffel 2
| Nr. (ges.) | Nr. (St.) | Deutscher Titel                   | Originaltitel               | Erstausstrahlung (USA) | Deutschsprachige Erstveröffentlichung (D/A/CH) | Regie               | Drehbuch             |
| ---------- | --------- | --------------------------------- | --------------------------- | ---------------------- | ---------------------------------------------- | ------------------- | -------------------- |
| 23         | 1         | Ein kleiner Schritt               | One Small Step              | 14. Juni 2023          | 29. Nov. 2023                                  | Ken Whittingham     | Saladin K. Patterson |
| 24         | 2         | Verbotene Frucht                  | Forbidden Fruit             | 14. Juni 2023          | 29. Nov. 2023                                  | Ken Whittingham     | Bob Daily            |
| 25         | 3         | Football-Team                     | Football Team               | 21. Juni 2023          | 29. Nov. 2023                                  | Stacey Muhammad     | Amberia Allen        |
| 26         | 4         | Neue Nachbarschaft                | Blockbusting                | 28. Juni 2023          | 29. Nov. 2023                                  | Nefertite Nguvu     | Jacque Edmonds Cofer |
| 27         | 5         | Übernahmegeist                    | Takeover Spirit             | 5. Juli 2023           | 29. Nov. 2023                                  | Melissa Kosar       | Jordan Black         |
| 28         | 6         | Bills neuer Freund                | Bill's New Friend           | 26. Juli 2023          | 29. Nov. 2023                                  | Ken Whittingham     | Max Searle           |
| 29         | 7         | Ein Star ist geboren              | A Star is Born              | 2. Aug. 2023           | 29. Nov. 2023                                  | Lisa C. Satriano    | Melanie Boysaw       |
| 30         | 8         | Wie ein Boss                      | Like A Boss                 | 9. Aug. 2023           | 29. Nov. 2023                                  | Michael Schultz     | Tom Young            |
| 31         | 9         | Alles Gute zum Geburtstag, Clisby | Happy Birthday Clisby       | 16. Aug. 2023          | 29. Nov. 2023                                  | Katie Locke O’Brien | Kendra Cole          |
| 32         | 10        | Der glücklichste Ort auf Erden    | The Happiest Place on Earth | 16. Aug. 2023          | 29. Nov. 2023                                  | Ken Whittingham     | Yael Galena          |